# St.-Bartholomäus-Kirche (Edersleben)

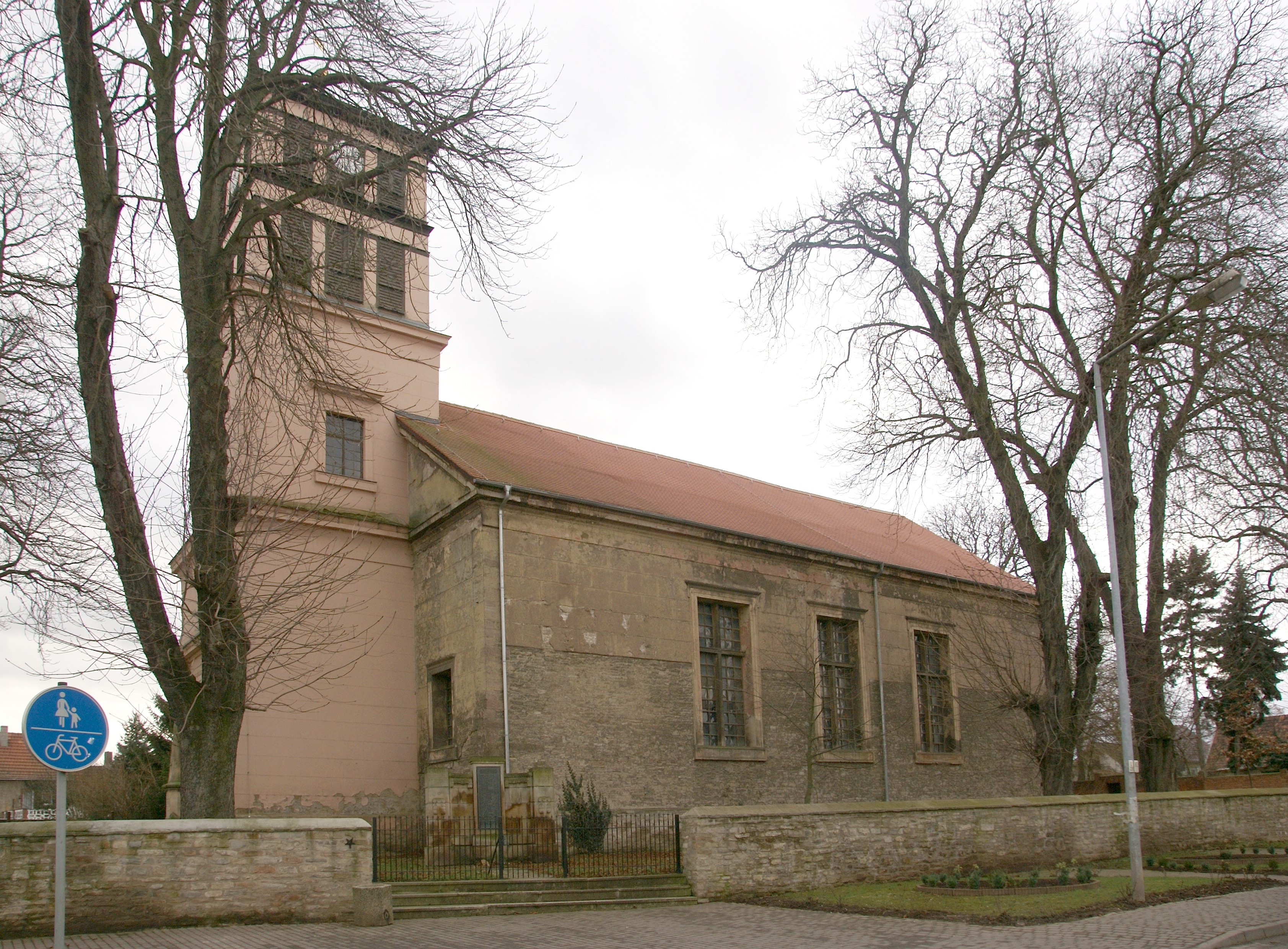
Ansicht von Norden

Die St.-Bartholomäus-Kirche ist eine evangelische Dorfkirche in Edersleben im Landkreis Mansfeld-Südharz in Sachsen-Anhalt. Sie wurde zwischen 1828 und 1830 nach Plänen von Karl Friedrich Schinkel im Stil des Klassizismus errichtet. Sie gehört zum Pfarrbereich Sangerhausen im Kirchenkreis Eisleben-Sömmerda der Evangelischen Kirche in Mitteldeutschland. Eine Besonderheit ist, dass der Altar nach Westen ausgerichtet ist und nicht, wie bei Kirchen üblich, geostet.

## Geschichte
Wegen Baufälligkeit des Vorgängerbaus plante die Gemeinde einen Neubau. Die eingereichten Pläne wurden von Schinkel überarbeitet und zur Ausführung kam ab Dezember 1828 ein seinen Normalkirchen folgender Plan. Der langgestreckte Saalbau wird von einem Satteldach überspannt. Nach Westen schließt er mit einer Apsis ab. Im Osten ist ein Glockenturm auf quadratischem Grundriss vorgestellt.    
Zur Ausstattung gehören ein hölzernes Echthaar-Kruzifix aus dem 15. Jahrhundert sowie ein Taufstein mit der Darstellung der Taufe Christi aus dem Jahre 1709.